# Mara Gómez
Mara Gomez (La Plata, Argentina; 7 de marzo de 1997) es una futbolista argentina que juega de delantera en Estudiantes de la Plata de la Primera División Femenina de Argentina. Es oficialmente la primera jugadora transgénero en jugar en la máxima categoría de Argentina.

## Inicios
Mara Gomez comenzó a jugar a los 15 años, cuando fue invitada por su vecina a un partido en una canchita de barrio que había en frente de su casa. En ese entonces, no había ligas sino torneos barriales femeninos, donde se jugaba por comida o por dinero.

No fue fácil llegar hasta acá. Tuve que pasar por un montón de momentos siempre relacionados con la discriminación. ‘Que genero una ventaja deportiva para mi equipo’, dicen algunos. Quedó demostrado que eso es un mero prejuicio, porque ayer no solamente perdimos sino que fue por una gran diferencia. Ésta es la realidad: no hay ventajas ni desventajas, sino entrenamientos, táctica, habilidades y mucho trabajo, y eso es lo que hace que el fútbol sea mejor en algunos equipos que en otros.
Olé

Al cumplir la mayoría de edad y logrando la nueva documentación que respaldaba su autopercepción y sus derechos bajo la Ley de Identidad de Género N° 26.743, el camino futbolístico tomo otro rumbo. De esta forma el primer club en abrirle las puertas fue Toronto City donde la hicieron jugadora de Liga.
Luego de pasar por Toronto City, el próximo destino fue Asociación Iris, de la Liga Amateur Platense, para luego desembarcar en la UOCRA, de la Liga de Chascomús; después pasó por Club Defensores de Cambaceres, para realizar su última parada en Club Las Malvinas antes de convertirse en jugadora del torneo profesional de AFA de la mano del Club Atlético Villa San Carlos
Antes de Llegar a Villa San Carlos, Mara Gomez fue bicampeona con el club Las Malvinas en la Liga Amateur Platense, con 16 goles en su último torneo allí.

## Trayectoria profesional
Mara Gomez inició su recorrido futbolístico en una liga barrial, a los 15 años. Durante muchos años recorrió, como futbolista amateur, diversas ligas de la provincia de Buenos Aires, hasta llegar a Club Atlético Villa San Carlos de la máxima categoría, donde fue fichada en el año 2019. 
El 28 de noviembre del 2020, la delantera se convirtió en la primera jugadora transgénero en jugar en la máxima categoría de Argentina, esto fue posible por la Ley 26.743 de Identidad de Género, sancionada en el 2012, que establece la obligatoriedad de que las personas transgénero sean tratadas de acuerdo a su identidad autopercibida.
El 7 de diciembre del 2020 llegaría el día histórico ya que Mara Gómez hizo su debut oficial fue en la segunda fecha del campeonato de la Primera División Femenina de Argentina con 23 años de edad frente al Club Atlético Lanús.

## Clubes
| Club                    | País      | Año             |
| ----------------------- | --------- | --------------- |
| Malvinas                | Argentina | 2018 - 2019     |
| Villa San Carlos        | Argentina | 2019 - 2021     |
| Estudiantes de la Plata | Argentina | 2021 - presente |